# Ferdinando Storchi
Ferdinando Storchi (Verona, 19 aprile 1910 – Roma, 12 maggio 1993) è stato un politico e sindacalista italiano, secondo presidente della ACLI e deputato DC.

## Biografia
In gioventù fece parte dell'Azione Cattolica. Guidò le ACLI dal 23 febbraio 1945 al 4 aprile 1954. Ebbe il pieno sostegno dell'Assistente ecclesiastico (mons. Luigi Civardi) ovvero il delegato pontificio che ha il ruolo di seguire ogni organizzazione cattolica riconosciuta.
Quando le ACLI furono fondate nel 1944 da Achille Grandi, con l'attivo sostegno di Giovanni Battista Montini, come “espressione della corrente cristiana in campo sindacale”, l'urgenza del loro scopo principale, cioè quello di coordinare e formare la componente cristiana del sindacato unitario, prevalse su ogni altro aspetto. Secondo l'insegnamento di Pio XII, compito delle ACLI era la formazione dei lavoratori cristiani che operavano nel sindacato. Alle ACLI, “cellule dell'apostolato cristiano moderno” era affidato il compito di formare i lavoratori cristiani sulla base della dottrina sociale della Chiesa.
Dopo la scissione sindacale in seguito all'attentato a Palmiro Togliatti (luglio 1948), il compito di coordinamento nei confronti della componente cristiana del sindacato si è estinto, e a partire dal III Congresso nazionale (novembre 1950) le ACLI si definirono movimento sociale dei lavoratori cristiani. Negli anni della sua presidenza vanno gradatamente potenziandosi e sviluppandosi le attività connesse alle finalità statutarie delle ACLI (educative, formative, religiose e soprattutto di gestione di servizi relativi ad attività previdenziali, cooperativistiche e ricreative).
Fin dagli inizi degli anni Cinquanta, con il primo incontro nazionale di studi a Perugia, nell'estate del 1952, con la presidenza Storchi le ACLI cominciano a delineare in maniera più approfondita la loro identità e la loro ragion d'essere, anche a seguito dei mutamenti nel frattempo intervenuti in ambito sindacale e politico. Le ACLI si definiscono come componente cristiana del movimento operaio e, più in generale del movimento dei lavoratori.
Esponente della Democrazia Cristiana, viene eletto alla Camera dei Deputati nel 1948, rimanendo in carica per sei Legislature consecutive, fino al 1976. Nel frattempo fa parte come sottosegretario di nove governi.